# Ordine dell'Australia
L'Ordine dell'Australia è il più elevato titolo onorifico dell'Australia, è un ordine di cavalleria creato da Elisabetta II il 14 febbraio 1975 allo scopo di "riconoscere a cittadini australiani o ad altre persone risultati o servizi meritori".

## Storia
Fino al 1975 i cittadini australiani venivano onorati con il sistema dei titoli onorifici britannico.
L'Ordine è stato fondato il 14 febbraio 1975 ed assegnato per la prima volta il 21 aprile 1975.
Fino al 1986 e dal 2014 al 2015 venivano conferiti anche i titoli di cavaliere o dama (abbreviati con AK o AD), la loro abolizione non inficia i titoli già conferiti che si collocano ad un livello superiore a quello di compagno.
Il conferimento dei titoli avviene in occasione dell'Australia Day (26 gennaio) e in occasione del giorno festivo dedicato al compleanno del sovrano (giugno).
L'Ordine è modellato sull'Ordine del Canada. Tuttavia, se confrontato con l'Ordine del Canada, l'Ordine dell'Australia viene concesso un po' più liberamente, soprattutto per quanto riguarda i premi onorari agli stranieri. Fino ad oggi, solo 18 non-canadesi sono stati nominati per l'Ordine del Canada, mentre più di 275 non-australiani sono stati nominati per l'Ordine di Australia, con più di 30 al grado di compagno.
L'autore delle insegne dell'ordine è Stuart Devlin.

## Classi
L'Ordine è suddiviso in una divisione civile e in una militare e dispongono delle seguenti classi di benemerenza che danno diritto a dei post nominali qui indicati tra parentesi:
- Cavaliere/Dama (AK e AD), dal 24 maggio 1976 al 1986 e dal 2014 al 2015
- Compagno (AC)
- Ufficiale (AO)
- Membro (AM)
- Medaglia (OAM), dal 24 maggio 1976

## Insegne
- Il distintivo dell'Ordine è un disco convesso (in oro per Cavalieri, Dame e Compagni, dorato per Ufficiali, Membri e Medaglie) che rappresenta un fiore di mimosa d'oro. Al centro vi è un anello, che rappresenta il mare, con la parola Australia sotto i due rami di mimosa. L'intero disco è sormontato dalla Corona di Sant'Edoardo. Il distintivo dei Compagni è decorato con quarzi citrini, un anello smaltato di blu, e una corona smaltata. Il distintivo degli Ufficiali è simile, ma senza i citrini. Per i Membri solo la corona è smaltata, e il distintivo delle medaglie è semplice. Il distintivo di Cavalieri e Dame è simile a quello dei Compagni, ma con la differenza che contiene al centro un disco smaltato recante un'immagine dello stemma dell'Australia. I Cavalieri, Compagni e Ufficiali indossano i loro distintivo su un collare, le medaglie al petto. Le donne di solito indossano i loro distintivo su un fiocco sulla spalla sinistra, anche se possono portare le insegne come i maschi, se lo desiderano.
- La stella di Cavalieri e Dame è un disco convesso d'oro decorato con quarzi citrini, con un disco blu sormontato dalla corona regale con all'interno l'immagine della stemma dell'Australia.
- Una spilla d'oro viene rilasciata per l'uso quotidiano ad ogni insignito dell'Ordine al momento dell'investitura, i distintivi di Cavaliere, Dame e Compagni dispongono di un citrino centrale, i distintivi degli Ufficiali e Membri hanno il centro smaltato di azzurro mentre i distintivi delle Medaglie sono semplici.
- Il nastro è blu con una striscia centrale con disegnati dei fiori d'oro, i nastri della divisione militare hanno bordi oro.